# Welsh International 1981
Die Welsh International 1981 fanden vom 4. bis zum 6. Dezember 1981 in Cardiff statt. Es war die 31. Auflage dieser internationalen Meisterschaften von Wales im Badminton.

## Finalresultate
| Disziplin    | Sieger                        | Finalist                        | Ergebnis           |
| ------------ | ----------------------------- | ------------------------------- | ------------------ |
| Herreneinzel | Steve Baddeley                | Philip Sutton                   | 15-3, 15-9         |
| Dameneinzel  | Karen Bridge                  | Sally Podger                    | 11-6, 12-9         |
| Herrendoppel | David Eddy Eddy Sutton        | Tim Stokes Mark Richards        | 15-11, 15-6        |
| Damendoppel  | Karen Chapman Sally Podger    | Marjan Ridder Karin Duijvestijn | 15-10, 15-2        |
| Mixed        | Billy Gilliland Karen Chapman | Eddy Sutton Karen Bridge        | 10-15, 15-9, 15-11 |